# 北迈阿密海滩 (佛罗里达州)
北迈阿密海滩（英語：North Miami Beach）是美国佛罗里达州迈阿密-戴德县的一座城市，属于南佛罗里达迈阿密都会区的一部分。根据2020年美国人口普查数据，该市人口为43,676人。这座城市位于迈阿密-戴德县东北部，占地面积包括4.84平方英里的陆地和0.53平方英里的水域。其边界呈不规则延伸，包含多个非建制区域飞地。该市南接北迈阿密，东北邻阿文图拉。虽然城市名称中有“海滩”二字，但实际上并不直接临海，只有东部地区三面环水，包括邓方德林湾和沿海水道。
北迈阿密海滩的历史可追溯至19世纪末，美国海岸警卫队威廉·H·富尔福德（William H. Fulford）在美西战争期间巡逻大西洋海岸时注意到了这片区域，并于1881年他到访了奥莱塔河沿岸的红树林和沼泽地。1896年，亨利·弗拉格勒的佛罗里达东海岸铁路延伸至此。1897年，富尔福德购得160英亩土地，陆续其他移民抵达此地并建立了农场。1912年，拉菲·艾伦（Lafe Allen）与商业伙伴买下这片土地，计划开发理想新城。
在1920年代佛罗里达地产热潮影响下，这片在当时被称为富尔福德海岸的地方被快速城市化。1922年，富尔福德海岸公司（Fulford-by-the-Sea Company）开始出售地皮。1924年至1926年间，富尔福德海岸在佛罗里达城市金融公司总裁梅尔·C·特贝茨（Merle C. Tebbetts）的主导下快速发展。1925年，印第安纳波利斯赛车场建造者卡尔·格雷厄姆·费舍尔在此区域建设了富尔福德-迈阿密赛道（原址现为北迈阿密海滩斯凯湖社区）。1926年，富尔福德-迈阿密赛道举办了唯一一场赛事，吸引超过2万名观众。然而，同年9月的迈阿密飓风摧毁了赛道和大量建筑，当地居民为获取联邦政府和州政府资金援助，于是联合起来组成富尔福德镇（Town of Fulford），并于1927年建制为富尔福德市（City of Fulford）。1931年，佛罗里达州议会批准了一项新的城市宪章，将东部沿海地区纳入该市的市政范围，市名也从富尔福德更名为北迈阿密海滩，以期借助迈阿密海滩之名日益增长的宣传效应，提高该市在全国范围的知名度。
1951年，826号佛罗里达州州道（北迈阿密海滩大道）建成通车，随着越来越多的商业和中产阶级迁入，北迈阿密海滩住宅区迅速发展。1956年建成的163街购物中心是佛罗里达州首个区域购物中心，亦是汉福德大道的西端地标。东北第163街和第167街区域是北迈阿密海滩的商业中心，也是迈阿密-戴德县的亚裔商业走廊，尤以第167街的华裔社区为特色。该区域汇集了印度、中国、越南、菲律宾等多种亚洲餐饮和商业机构，被当地居民普遍称为迈阿密非官方的“唐人街”。
交通方面，东北第163街和826号州道是北迈阿密海滩的主要干道，最东延伸至沿海水道；比斯坎大道斜穿城市东部；迈阿密花园大道（东北第185街）东西向延伸，大部分位于城市北部边界外。由迈阿密-戴德运输营运的迈阿密都会巴士线覆盖主要道路。城市内还保存着一座来自西班牙塞哥维亚的中世纪修道院——圣伯纳德·德克莱尔沃修道院，是当地热门的婚礼举办地和旅游景点。